# Entätskinn
Entätskinn (Peniophora junipericola) är en svampart som beskrevs av J. Erikss. 1950. Entätskinn ingår i släktet Peniophora och familjen Peniophoraceae.  Arten är reproducerande i Sverige. Inga underarter finns listade i Catalogue of Life.